# Театр в Израиле

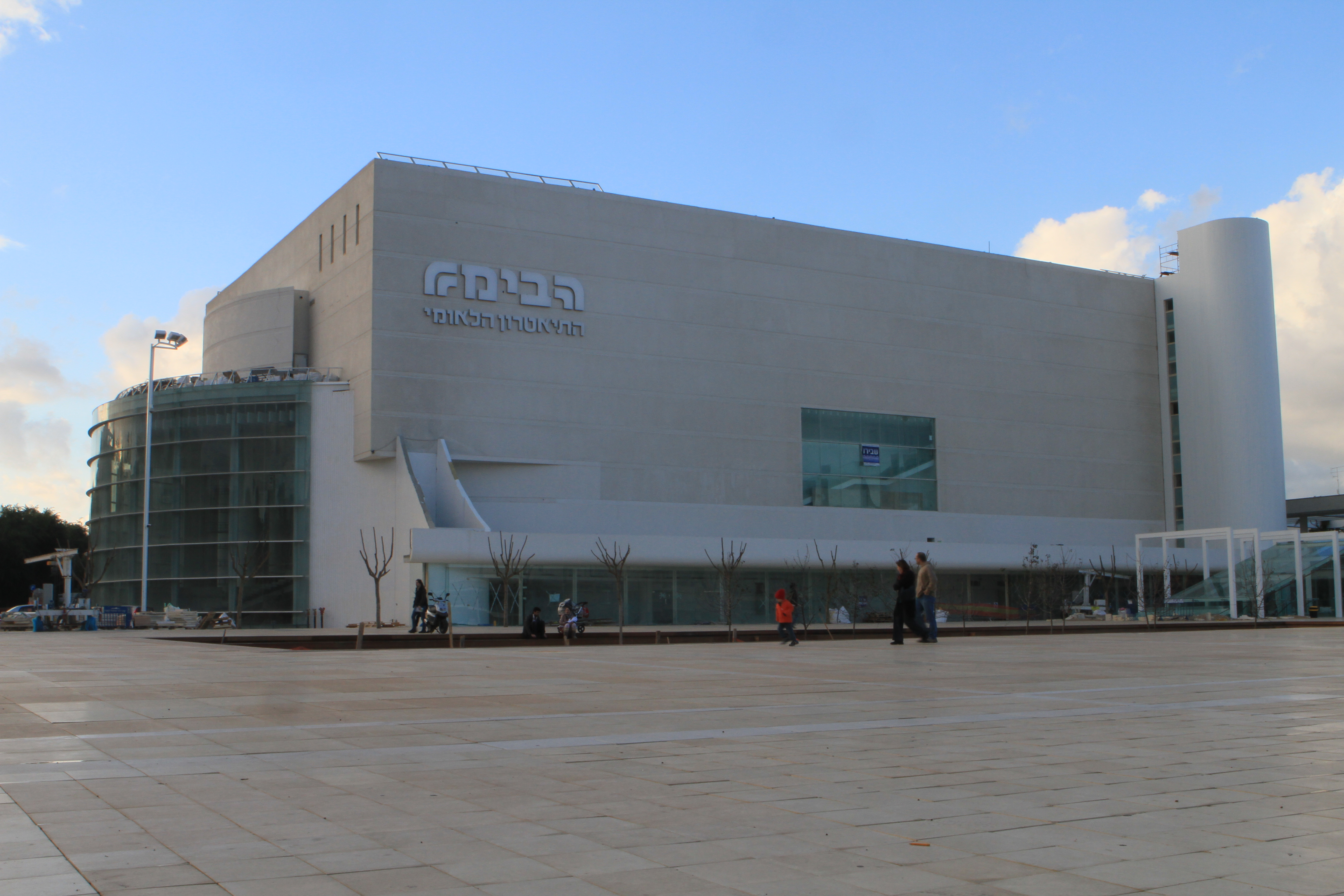
Габима — Национальный театр

Театр в Израиле —история развития театра в Израиле от любительских пьес османской Палестины в конце XIX века до крупнейших театров в Государстве Израиль.

## История

### Первые начинания

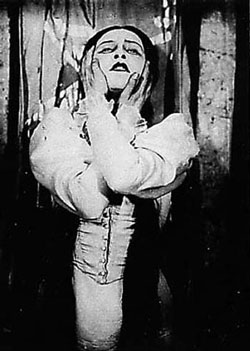
Ханна Ровина в роли Леи в спектакле «Диббук, или Меж двух миров, театр «Габима» (1920)

Первый любительский театр в османской Палестине появился в 1905 году, когда пионеры Второй алии организовали в Яффо «Общество любителей драматического искусства». Хотя уже в праздник Суккот 1890 года Давид Елин представил в иерусалимской школе Лемель пьесу «Зрубавель» Моше Лейба Лилиенблюма, а в праздник Песах 1894 года любительская группа поставила пьесу «Суламифь» Абрама Гольдфадена на фабрике Леона Штейна в Яффо. Среди членов «Общества любителей драматического искусства» были несколько основателей Тель-Авива, в том числе Аба Нееман и Иегудит Харари. Пьесы имели еврейско-исторический контекст (пьеса об Уриэле Акосте Карла Гоцкова, о Хасмонеях и Дочери Иефая Элиэзера Бен-Иегуды и об Эстер Жана Расина). Также ставились пьесы, переведенные с идиша. Театр приобрёл популярность и просуществовал до яффско-тель-авивского изгнания во время Первой мировой войны.
Театр был одним из фронтов войны языков в ишуве, так, театр Габима, основанный в Москве (1917), продвигал спектакли на иврите, в отличие от театра «Бунд», который ставил спектакли на идише и пропагандировал идишскую культуру.

### Первые профессиональные театры
В 1920 году Давид Давидов основал в Тель-Авиве первый ивритский Израильский театр. Среди актёров были Мириам Бернштейн-Коэн, Ари Котай и Меир Теуми . Позже театр был переименован в «Драматический театр» (руководитель Мириам Бернштейн-Коэн). Театр ставил лёгкие развлекательные постановки, а не классические пьесы. В 1923 году пять актёров «Драматического театра» отправились в Германию обучаться театральному искусству у Макса Рейнхардта. Вернувшись в Израиль (1926), они, с помощью режиссёра Менахема Гнесина, основали новый театр, назвав его старым названием Израильский театр.
В 1927 году несколько актёров покинули «Израильский театр» и основали сатирический театр Кумкум («Чайник») под руководством Авигдора Хамеири. Театр ставил спектакли на актуальные и социальные темы. В 1928 году появился альтернативный «Чайнику» сатирический театр Мататэ ( («Метла»), просуществовавший до 1954 года.

#### Оэль

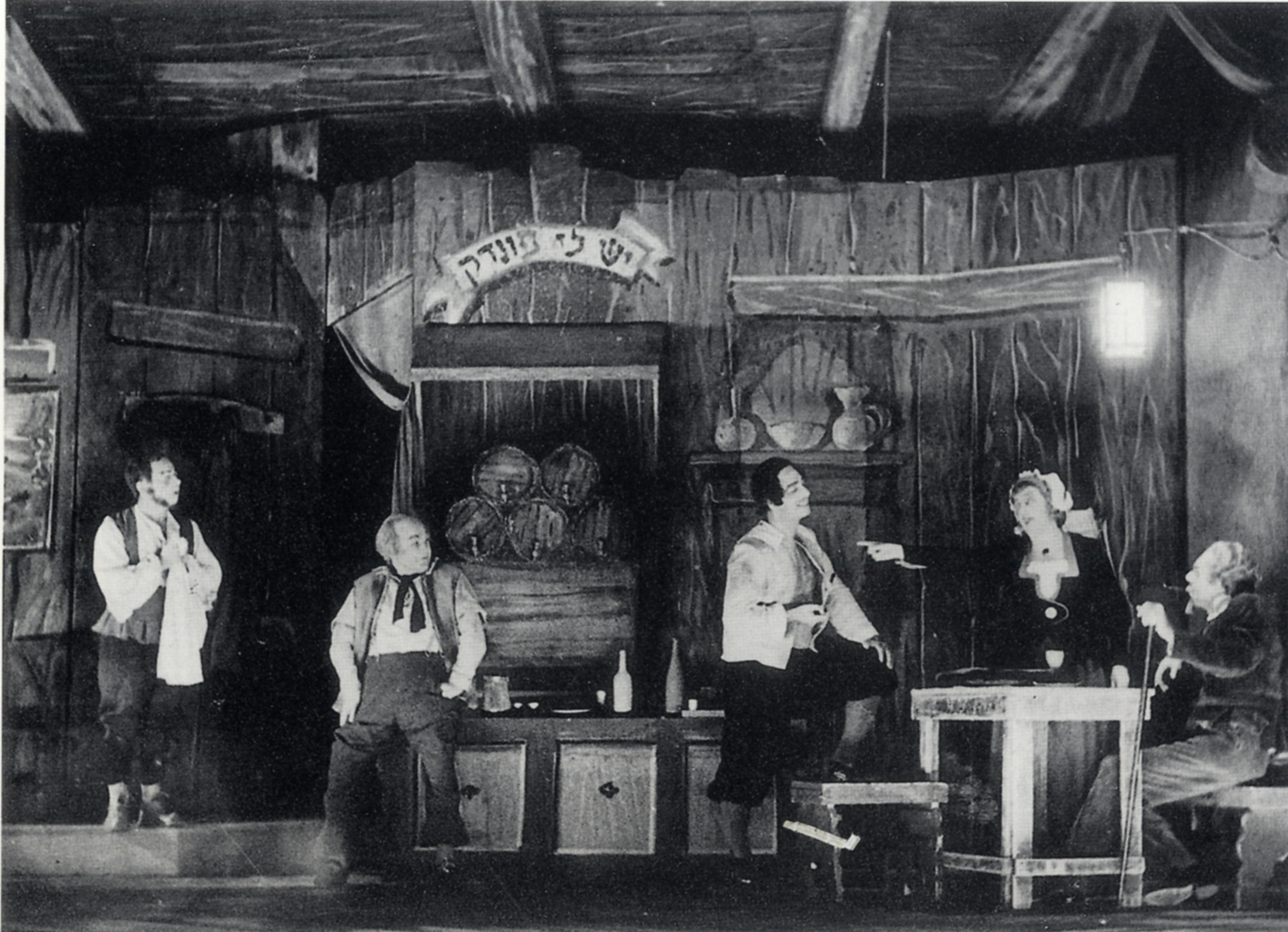
Спектакль Работа портного (пьеса), театр Оэль (театр) (1947)

В 1925 году Моше Халеви основал рабочий театр от Гистадрута Оэль(«Шатёр»). Театр ставил пьесы с социалистическо-сионистским уклоном, представляя библейские сюжеты как социалистические моралите («Иеремия» Стефана Цвейга; «Иаков и Рахиль» Крашенинникова, 1928, перевод Авраама Шлёнского). Театр просуществовал до 1960-х годов, его известной постановкой была пьеса Бравый солдат Швейк (1935, Меир Маргалит в главной роли, а также актёры Авраам Халфи и Яаков Эйнштейн).
Одним из выдающихся драматургов, чьи пьесы ставились в «Оэле», был Нахум Бенари.
Натан Альтерман организовал для театра переводы пьес с французского языка, в том числе Мнимого больного и Мещанин во дворянстве Мольера.
Авраам Шлёнский на открытии художественной выставки в стенах театра «Оэль» 14 января 1926 года сказал:
Я предлагаю замену Бога: ...надо найти новую синагогу, то есть мы встанем на место Бога... „Оэль“ может служить заменой Бога для синагоги искусства.
Отсылки к этим словам слышны и по сей день, например, у профессора Дана Ориана, называющего театр в Израиле своего рода светской синагогой, аналогично у Йоси Израэли.

#### Габима

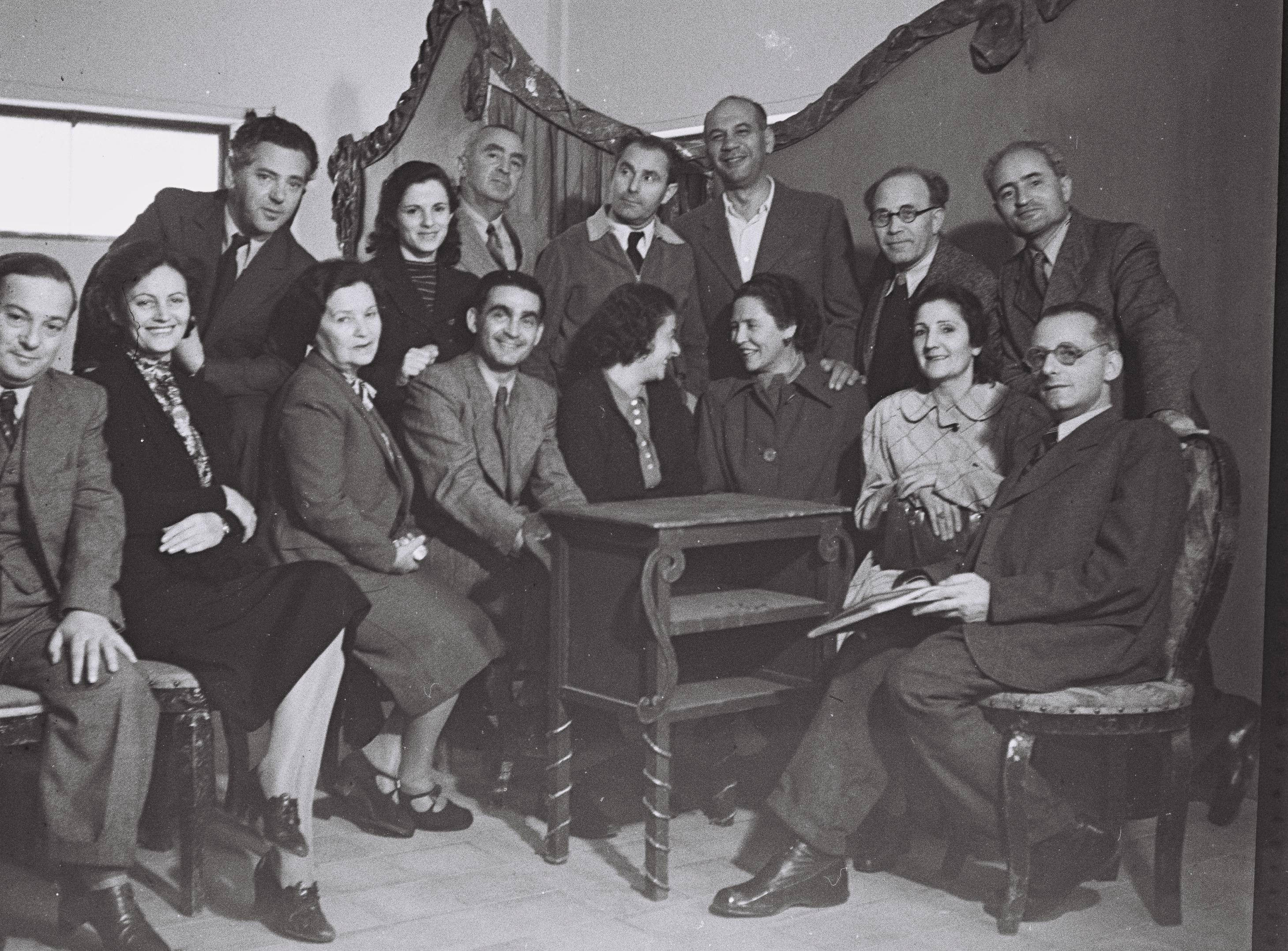
Фотография актёров «Габимы» 1942 года.

В 1928 году Габима («Сцена»), театр, основанный в Москве и гастролировавший по всему миру, переехал в Израиль и объединился с «Израильским театром». Крупнейшей звездой Габимы, прозванной «Королевой израильского театра», была Ханна Ровина. В театре практиковался метод Станиславского, а актёры отличались ярко выраженным русским акцентом.
Театр поощрял местных драматургов Аарона Эшмани Шин Шалома, писавших пьесы о жизни пионеров Земли Израиля (пьеса Игаля Мосинсона В пустыне Негев, 1949).

#### Немецкая театральная традиция
В 1930-е годы, во время Пятой алии, в Земле Израиля процветали десятки сценических постановок в духе немецкого театра — от классической драматической сцены до кабаре. Некоторые из этих театров пытались создать театральную традицию в Земле Израиля, основанную на немецкой/австрийской режиссуре.

### От Второй мировой войны до создания государства Израиль

#### Расцвет театров-кабаре
Во время Второй мировой войны возникла потребность в эскапизме, что открыло перспективы для кабаре. В 1944 году Моше Валин основал комедийный театр Ли-ла-ло, который ставил спектакли-ревю. Большинство песен для этого театра были написаны Авраамом Шлёнским и Натаном Альтерманом, а исполнялись рядом йеменских певцов, включая Шошану Дамари.
Валин стремился создать эскапистский театр, включающий песни и сценки в стиле европейского кабаре, призванные сделать времяпрепровождение более приятным. Программы включали в себя юмористические, ностальгические и сентиментальные тексты, а также лёгкую музыку; внимание уделялось декорациям, костюмам и внешнему виду звёзд. Театр отошёл от политики и сконцентрировался на комических ситуациях между разными персонажами, отношениях «он-она» и скороговорках. Этому способствовали и песни Альтермана, сочетавшие в себе лёгкость, юмор, виртуозный иврит и острый взгляд на социальные проблемы.
При этом театр «Мататэ» («Метла») продолжил свою деятельность сатирического театра в социалистическом духе и со злободневной повесткой.

#### Камери

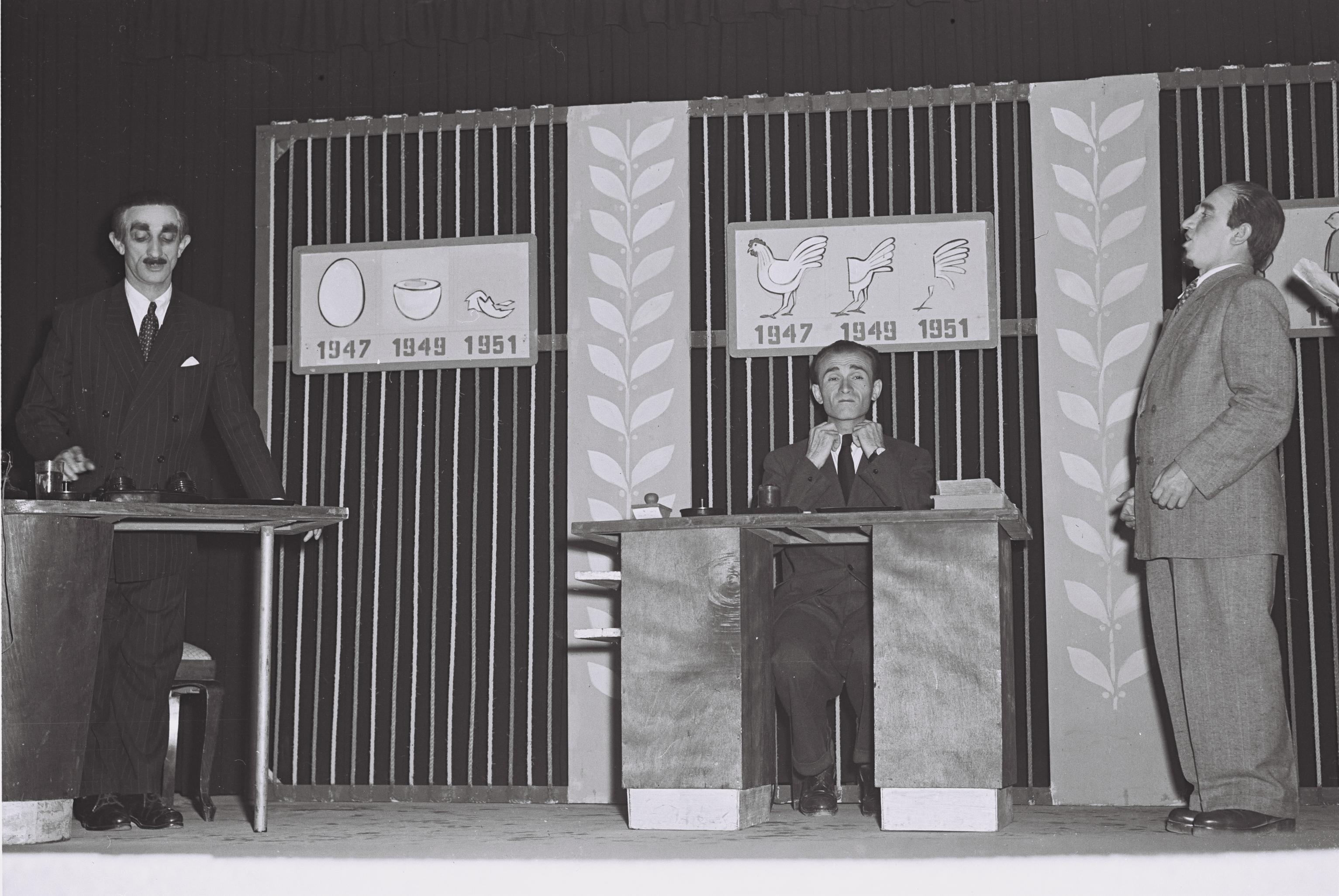
Эскиз к аскетизму в «Ли Ла Лу», 1949 год

В 1945 году режиссёр Йосеф Мило собрал группу молодых актёров (в том числе Йоси Ядина и Ханну Марон из вокально-развлекательной труппы Еврейской бригады и основал Камери.
Целью театра был естественный разговорный иврит сабр в пьесах. Среди прочих, режиссёры Питер Фрей, Шмуэль Боним и Хай Кайлос руководили «Камери» вместе с Майло, внося вклад в дух модернизма, который был характерен для театра в 1950-х годах. «Камери» ориентировался на мир англосаксонского театра, игнорируя мир европейских моралите Оэля и классику Габимы с её русским акцентом. Главные пьесы театра «Камери»: Он шёл по полям Моше Шамира (1950) на тему Войны за независимость Израиля, и Они придут завтра Натана Шахама (1950).
В первые дни своего существования государство продолжало рассматривать театр как инструмент для создания идеологического консенсуса и общей этики для абсорбции репатриантов и для построения израильского общества.
Три важные пьесы, поставленные в 1948—1950 годах («Он шёл по полям», «В пустыне Негев» и «Они придут завтра»), были написаны людьми поколения Пальмах и касались формирования национальной идентичности и этики сабров. Этос рассеяния и изгнания драматурги шестидесятых, семидесятых и восьмидесятых годов пытались разрушить всеми возможными способами.

### 1950-е
В 1950-х годах репертуар во всех театрах был разделён между современными израильскими пьесами и относительно лёгкими переводными пьесами, среди которых были Соломенная шляпка, «Мариус» Марселя Паньоля, «Синяя птица» Мориса Метерлинка, Ревизор и Шинель Гоголя, Тартюф, Мнимый больной и Скупой Мольера (в переводе Натана Альтермана ), Пигмалион Бернарда Шоу и другие. Оригинальных израильских пьес в 1950-е и 1960-е годы в репертуаре было около трети.
Наиболее выдающимися и влиятельными драматургами Израиля 1950-х годов были преимущественно драматурги поколения Пальмах, затрагивавшие различные национально-социальные проблемы послевоенного периода, такие как:
- абсорбция иммигрантов (Казабелан[англ.] Игаля Мосинсона, 1953, о социальных и демографических изменениях при строительстве государства Израиль)
- Война за независимость
- жизнь кибуцев (Хедва и я[ивр.] Аарона Мегеда, 1954)
- городская жизнь в Государстве Израиль.

Сатирические пьесы того периода писали Эфраим Кишон (Его имя идёт перед ним,1953; «Чёрным по белому»,1954; «Ктуба»,1959; Ни слова Моргенштейну,1960) и Аарон Мегед (Ай лайк Майк, 1956).
1950-е годы принесли с собой существенную трансформацию в восприятии важности и места оригинального репертуара. В 1950-х годах на сценах театров Габима и «Оэль» было поставлено около тридцати оригинальных пьес, тогда как в 1940-х годах — три-четыре.
Известные спектакли: Самый жестокий из всех царей(Ниссим Алони, Габима, 1953), Хозяйка дворца (Лия Голдберг, театр Камери, 1955, редкая для этого времени тема Холокоста), «Новый отчёт» (Натан Шахам), «Усталые воины» (Йорам Матамор,театр «Камери», 1956).
Параллельно продолжали существовать комедийные театры: ветеран Мататэ («Метла») работал до 1954 года. В 1957 году актёрыГидеон Зингер,Яаков Бен-Сира, Реувен Шефер и Шимон Бар и режиссёры Шмуэль Боним и Шрага Фридман основали Театральный клуб, который объединил актёрское мастерство, движение, сатиру и поэзию. В том же году был основан театр Самбатион .

### 1960-е (до Шестидневной войны)

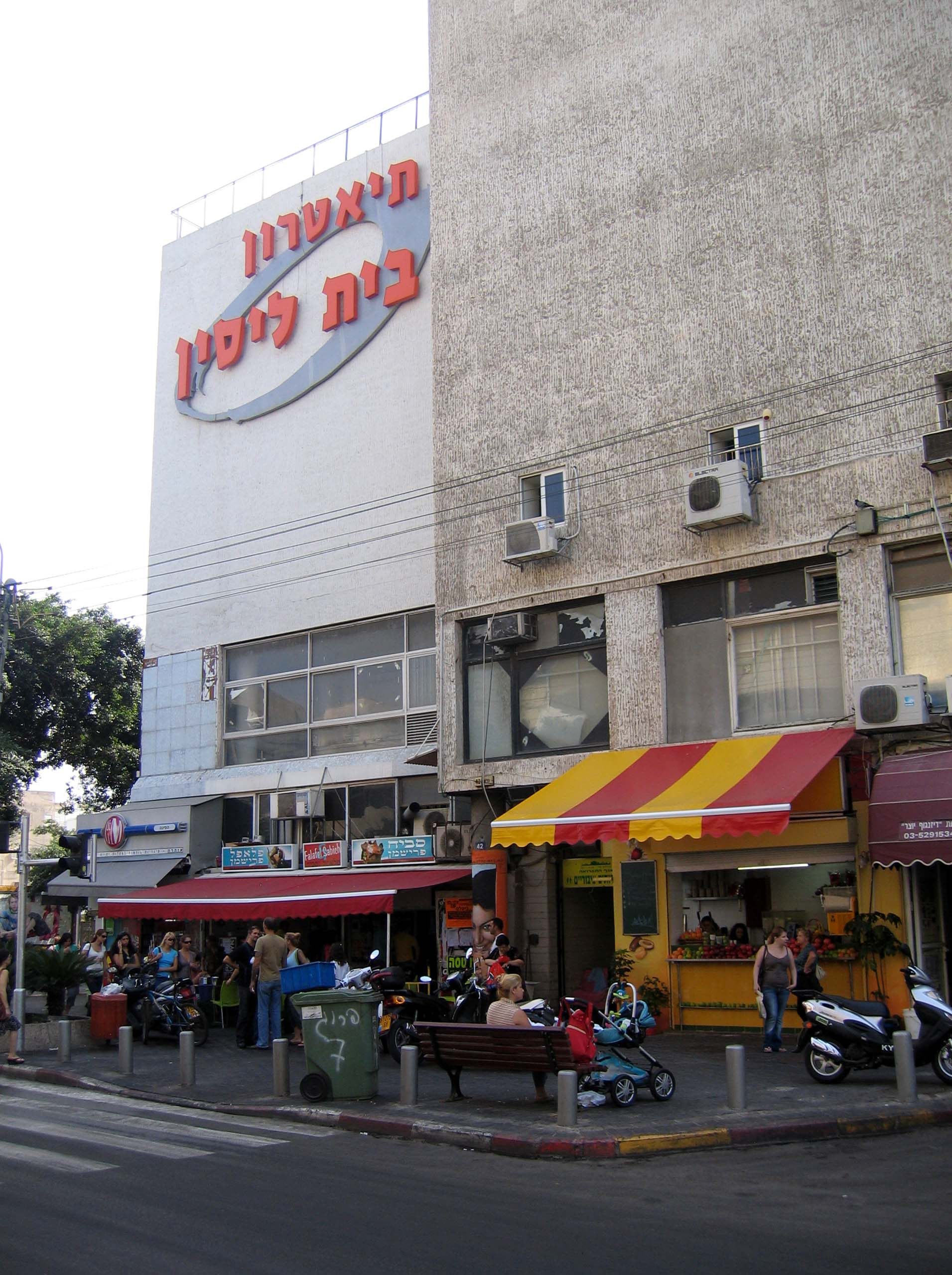
Бывшее здание Камери на улице Дизенгоф, в котором сейчас располагается театр Бейт Лессин.

Начало шестидесятых было годами процветания и благополучия. Открылось много новых театров, предлагающих зрителю большее разнообразие. В 1961 году Йосеф Мило основал Хайфский муниципальный театр, в котором особое внимание уделялось оригинальным израильским пьесам. В 1961 году в Яффо открылся клуб Хамам, а Камери переехал на новое место на улице Дизенгоф. В 1964 году Гиора Годикоткрыл Альгамбру и представил мюзиклы с декорациями и костюмами «как на Бродвее». В том же году Яаков Агмоносновал театр Бимот («Сцены»).
Параллельно с крупными театрами открылись такие экспериментальные сцены, как Завит («Угол»), «Перса», Зира («Арена») и клуб Цавта («Группа») в стиле Офф-Бродвей, которые также имели большой успех и привезли в Израиль пьесы абсурда Бертольта Брехта, Сэмюэля Беккета, Эжена Ионеско и Эдварда Олби . Эти пьесы (В ожидании Годо, Кто боится Вирджинии Вулф?, Расёмон) часто переходили с малых сцен в репертуарные театры. В этот период один из самых оригинальных драматургов Израиля Нисим Алони привнёс дух абсурда с пьесами Одежда короля (Габима, 1961), Американская принцесса(Онот, 1963), Невеста и охотник за бабочками (Габима, 1967), «Тётя Лиза» (Габима, 1969) и Цыгане Яффо (Габима, 1971). Новшествами были сцена без декораций, символический реквизит. Как подметила Шош Вейц, нередко пьесу ставили в начале года на Бродвее, а в конце года— в Тель-Авиве.
Заграничное воздействие, появление новых театров и вкусы публики влияли на израильскую драматургию.
Наибольшим кассовым успехом этого периода стала постановка мюзикла Соломон-царь и Соломон-сапожник (драматург Сами Гронеман, 1964, Камери, режиссёр Шмуэль Боним, перевод Натана Альтермана, автор песен Саша Аргов, в главных ролях — Илай Горлицкий, Йона Атари и Рахиль Атас).
Натан Альтерман, создавший множество развлекательных произведений для сцены, в 1960-е годы выступил и как серьёзный драматург в пьесах Киннерет Кинерет (Камери, 1961, продолжающая сюжет 1950-х годов об основании кибуца Дгании) ; Гостиница духов (театр Камери, 1962), Теорема Пифагора (Габима, 1965) и «Царица Эсфирь» (театр Камери, 1966).
Темы диаспоры и Холокоста занимали мало места в израильских пьесах того периода, за исключением таких пьес, как: «Колокола и поезда» Иегуды Амихая (театр Кибуц, 1962) и Дети тени Бен-Циона Томера(театр «Габима», 1962).
В 1964 году театр «Габима» предпринял попытку поставить пьесу Рольфа Хоххута Заместитель о невмешательстве папы Пия XII в Холокост, но Министерство иностранных дел не допустило премьеру пьесы в преддверии визита Папы Павла VI в Израиль и завершения Второго Ватиканского собора. Спектакль был поставлен под руководством Авраама Ниньо и адаптирован им (совместно с Ханной Бен-Ари) через шесть месяцев после визита.
Первая попытка соединиться с традиционным еврейским творчеством на идише была предпринята в 1966 году в мюзикле Свиток (по мотивам поэзии Ицика Мангера, клуб «Хамам», руководители Хаим Хефер и Дан Бен-Амоц). Поначалу спектакль не был принят целевой аудиторией идишского театра, но позже пьеса имела успех.
В 1960-х годах начали свою деятельность выдающиеся режиссёры Ниссим Алони, Натан Альтерман, Йосеф Бар Йосеф, Ханух Левин. Некоторые из них стали образцами для подражания в 1970-х и 1980-х годах.

### 1967—1977
Шестидневная война 1967 года, война Судного дня 1973 года и последовавшие за этим потрясения и протесты, а также протесты движения «Чёрные пантеры» привели к изменениям в театральном репертуаре. Пьесы этого периода характеризуется поиском сложной и личной идентичности (в отличие от коллективного «мы»).
Молодые драматурги творили в таких театральных мастерских, как «Лаборатория оригинальной драматургии» Хайфского театра (Иегошуа Соболь, Нола Челтон), «Театральная лаборатория — Актёрская сцена» (Одед Котлер, Амнон Маскин, Лаура Ривлин, Илан Торен), «Мастерская оригинальной пьесы» Театра Габима (Пнина Гери) и другие.
В начале 1970-х годов были созданы муниципальные театры в Беэр-Шеве (Беэр-Шевский театр и в Иерусалиме (театр Хан, «Постоялый двор») . В 1978 году Гистадрут основал театр «Бейт Лесин».
На израильскую атмосферу того времени повлиял сборник бесед с солдатами после Шестидневной войны под названием Разговор воинов (иронично названный Стрелки и плакальщики). Появились пьесы, призывающие к убиению священных коров и разрушению мифов о сабрах: цикл пьес Авраама Раза «Ни днем, ни ночью» (Цавта, 1968), «Ночь независимости господина Исраэля Шефи» («Габима», 1972) и «Возвращение Ины Горфинкель» («Цавта», 1972). К разрушению мифов присоединились и такие известные драматурги, как Игаль Мосензон в «Самсон — Реквием по стране филистимлян» («Габима», 1969).
В это же время процветали острые сатирические кабаре, критиковавшие войну и политику оккупации. Уже в августе 1968 года было поставлено кабаре Ты и я и грядущая война (драматург Ханох Левин). Резкой критикой эйфории от победы в Шестидневной войне была пронизана, поставленная перед Войной Судного дня, пьеса Королева бани. После запрета пьесы «Королева бани» драматургам пришлось скрывать критику в притчах, таких как Хефец Ханоха Левина, «Это вращается» (театр Мертеф, 1970) и «Правитель Иерихона» (Камери, 1975) Йосефа Мунди, Тигр Хевборота (Хайфский театр, 1974) Яакова Шабтая, «Вода бездны» Гилеля Мительпункта и Наполеон — живой или мертвый! Ниссима Алони. Эти пьесы разрушали этику сабр, как сказал Иехошуа Соболь в интервью Эмануэлю Бар-Кедма:
Ури [главный сабра, герой пьесы „Он шел по полям“] — жертва ненужной войны, которая разрушила его жизнь.
Одновременно было поставлено множество библейских пьес: « Корона на голове» о последних днях правления царя Давида (1969, Камери, драматург Яаков Шабтай), «История Урии» об Урии Хеттеянине (Бимат ха-сахканим, «Сцена для актёров» , 1967), «Город Содом» Биньямина Галая (театр Хайфы, 1968), трилогия «Бунтарь и царь» о мятеже Авессалома (театр Хайфы, 1968), «Иди и вернись: три очерка об Адаме , Еве и змее» («Габима» , 1970), «Персидские протоколы» (Хан, 1972, драматург Исраэль Элираз, «Шалом, шалом и нет шалома» («Габима», 1973, драматург Йосеф Бар-Йосеф, Едоки о царе Ахаве и Навуфее(1977, драматург Яаков Шабтай).
Также ставились классические пьесы с критическим уклоном, такие как: Лисистрата (Камери, 1969, адаптация Аристофана Ниссимом Алони , в которой афинские женщины заявляют, что будут воздерживаться от сексуальных отношений со своими мужьями, пока те не прекратят войну), " Медея " (Камери, 1971, о Медее) и " Жизнь Калигулы " о Калигуле (Цавта, 1975, в адаптации Яакова Шабтая).
Важной была тема мизрахим: Кризис (Ицик Вайнгартен и Иегошуа Соболь, театр Хайфы, 1976, по реальным историям жителей Городов развития, иммигрантов из Северной Африки, и их отношениях с ашкеназами из соседнего кибуца); «Чарли Качарли» Дэнни Горовица (театр Хайфы, 1977) и «Велосипеды на год» (театр Хайфы и театральная мастерская Кирьят-Шмоны, 1979).
Движение за возвращение к еврейским истокам и еврейской традиции нашло отражение в пьесе Человек, который был хасидом(Бимот, 1968, сборник хасидских историй, впервые на израильской сцене представил в позитивном свете религиозных евреев диаспоры), мюзикле Сефардский сад («Бимот», 1969, драматург Яаков Агмон по мотивам рассказов Ицхака Навона).
На актуальную тему «религия и государство» или религиозно-светские отношения были поставлены пьесы: «Разбей сосуды» Игаля Мосинзона (Оэль, 1968) и «Статус-кво-вадис» Иегошуа Соболя (Хайфский театр, 1973, о еврейской идентичности в еврейском государстве в современную эпоху).
Хайфский театр (руководители Одед Котлер и Нола Челтон) участвовал в совместном арабо-еврейском проекте «Сосуществование», в рамках которого в израильских театрах на иврите играли такие известные арабские актёры, как Юсуф Абу Варда и Мухаммад Бакри.
За всё третье десятилетие существования Государства Израиль в израильском государственном репертуарном театре на тему Холокоста была поставлена всего одна пьеса «Колокола и поезда» Иегуды Амихая (театр Кибуц, 1972 год).

### 1980-е годы и далее

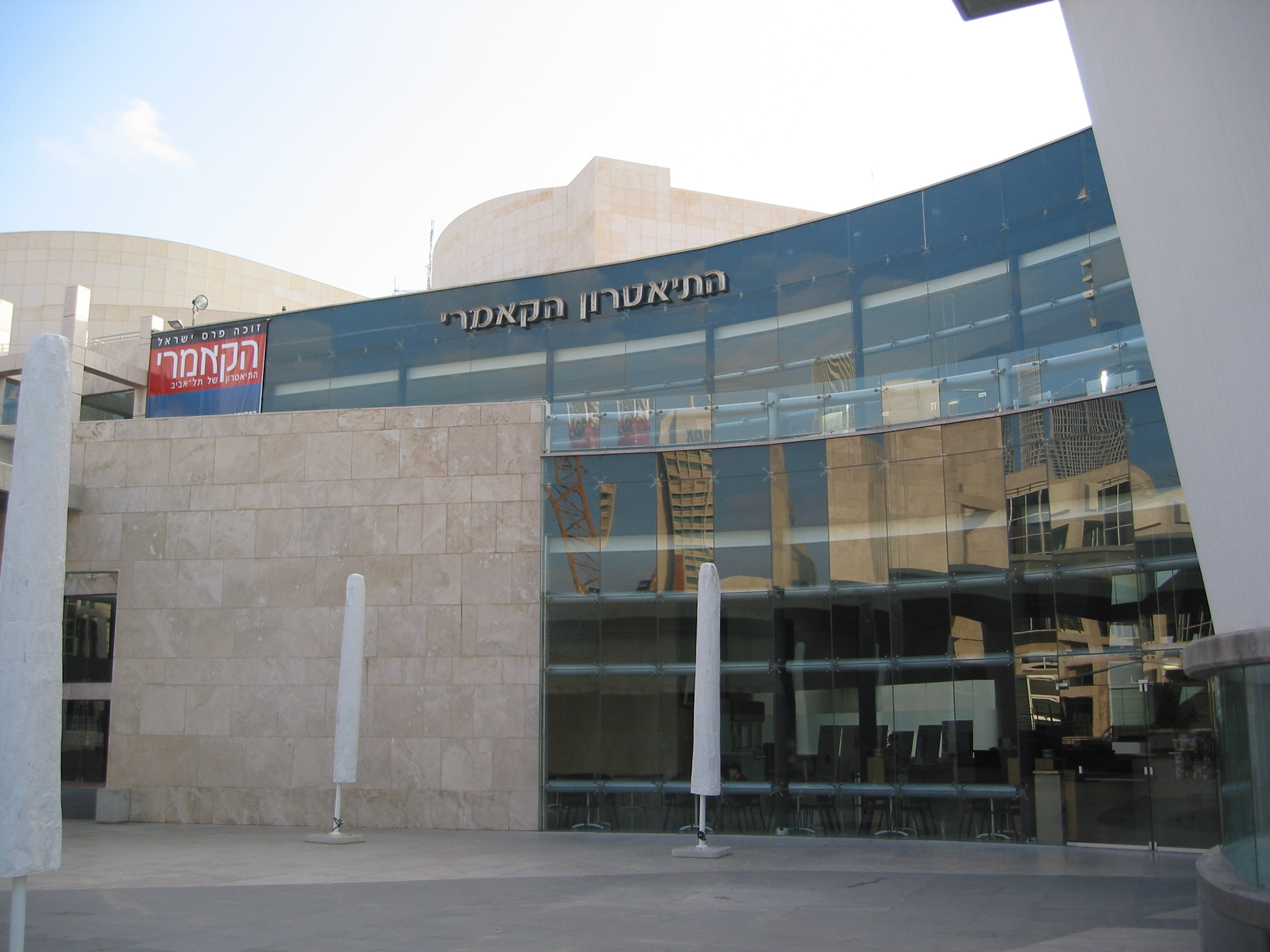
Новый дом Камерного театра

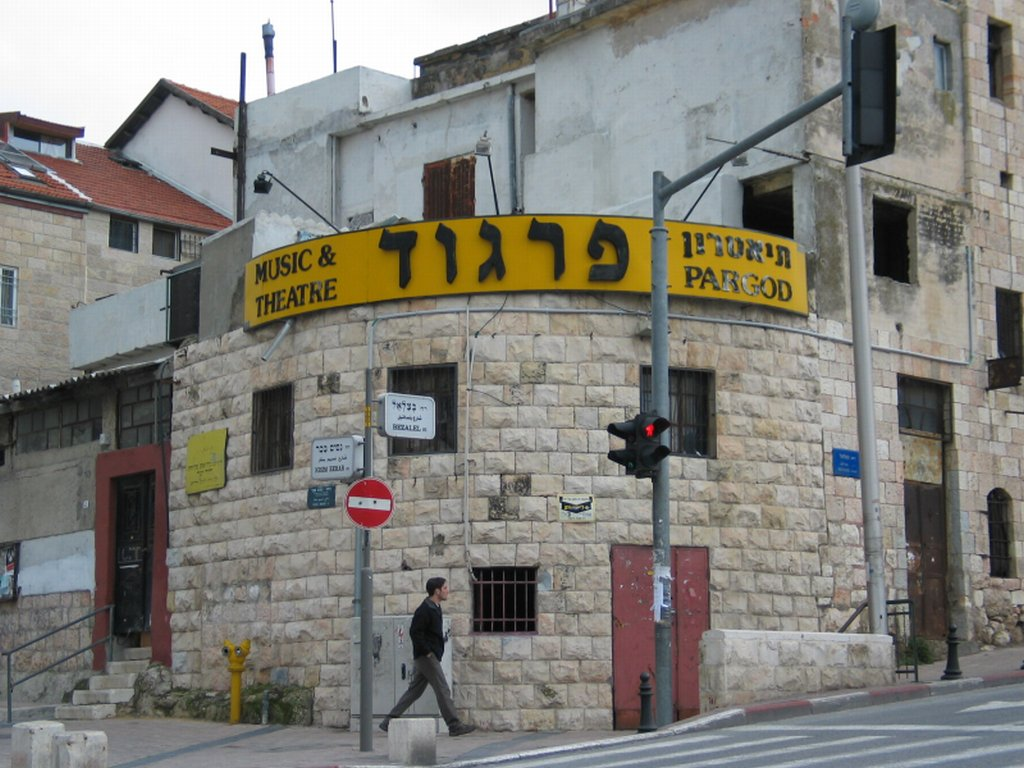
Театр «Фаргод» в районе Нахлаот в Иерусалиме

#### Борьба за лицо публичного театра
Иерусалимский культурный центр (основан в 1971 году) стал пионером культурных центров в Израиле.
Сложные пьесы продвигались вместе с наиболее популярными у зрителей комедиями и мюзиклами в составе «абонементного пакета».
В 1980-х годах израильские драматурги освещали такие острые темы израильской культуры, как Холокост, смерть, войны, израильско-палестинский конфликт (Первая ливанская война, интифада) и мир религии. Маркером радикализма в то время был Хайфский театр (руководители Гедалия Бессер и Иегошуа Соболь) со спектаклями Иегошуа Соболя (Еврейская душа,1982; Гетто, 1983; «Иудейские войны», 1987; Иерусалимский синдром, 1987). Также радикальными были спектакли Ханоха Левина (Страдания  Иова, Камери, 1981; и Патриот, театр «Неве-Цедек», 1982).
Пьеса Эфраим возвращается в армию Ицхака Лаора была поставлена в Хайфском театре, отклонена цензурой в 1985 году и поставлена на сцене театра Цавта в 1989 году.
В то время Комиссия по надзору за кино и пьесами («цензура») и депутат Кнессета Мириам Глазер-Тесса попытались ограничить свободу слова, но Верховный суд в целом разрешил спектакли и цензура пьес была отменена, однако руководство крупных театров, со своей стороны, стало применять самоцензуру, чтобы избежать скандалов и привлечь большую и разнообразную аудиторию.
Три крупнейших театра на протяжении многих лет находятся под несменяемым руководством: Камери под руководством Ноама Семеля (с 1992), театр Бейт Лесин под руководством Ципи Пинес (с 1993) и Габима под руководством Яакова Агмона (с 1995) и Илана Ронена (с 2005) . Хайфский театр и Театр Беэр-Шевы пережили потрясения и управленческую нестабильность.
С 2001 года, с назначением Михаила Гуревича художественным руководителем Иерусалимского театра Хан, театр стал ведущим со спектаклями Скупой (2003), «Счастье» (2004), Проделки Скапена (2009), Вишнёвый сад (2010), Двенадцатая ночь (2010), Едоки (переиздание, 2010) и многими другими.
С 1995 года учреждена Израильская театральная премия.

#### Множественность голосов и культур
В 1987 году Шмуэль Ацмон основал театр Идишшпиль, который представляет пьесы на языке идиш.
В начале 1990-х годов в Яффо был создан театр Гешер, в состав которого в основном вошли актёры из бывшего Советского Союза, под руководством режиссёра Евгения Арье.

#### Ханох Левин
Ханох Левин начал писать и ставить пьесы в конце 1960-х годов. В его творчестве прослеживается несколько направлений: политическая сатира, «семейные» пьесы в стиле чёрной комедии и «мифологические» пьесы.
Его талант и оригинальность, а также установленные им идеологические нормы поставили творчество Левина в центр израильского драматургического творчества.
Левин считался величайшим из израильских драматургов, им было поставлено более тридцати пьес.
Однако пьесы Левина имели успех почти исключительно в Израиле, хотя предпринимались попытки переводить и ставить их за рубежом. С начала первого десятилетия XXI века некоторые из его пьес были переведены на следующие языки: английский, французский, немецкий, голландский, чешский, венгерский, румынский, испанский, идиш, итальянский, шведский, марокканский, арабский, кенийский, болгарский, польский, португальский, китайский, каталонский, словенский, сербский, греческий, турецкий, хорватский, тагальский (филиппинский). Послания Левина через его спектакли получили поддержку в кругах, оказавших большое влияние на формирование норм в 1970-х, 1980-х и 1990-х годах.

## Арабо-израильский театр
Среди израильских арабов действуют несколько театров: « Арабо-ивритский театр в Яффо » и «Фриндж-театр» в Назарете.
В 1994 году в Хайфе был создан арабский театр «Аль-Мидан», а в 1998 году в Яффо — Арабо-ивритский театр.
Аль-Мидан был основан министром культуры Шуламит Алони и Советом по культуре и искусству Хайфы. Мухаммад Бакри был первой арабской театральной звездой, игравшей на иврите в Габима и Хайфском театре.
«Аль-Мидан» закрылся в 2015 году после того, как министр культуры Мири Регев лишила его государственного финансирования по политическим причинам.

## Театр-фриндж
Театры- фриндж: в 1950-х годах это был «Театр Зира» («Арена»), основанный в Тель-Авиве (пьеса В ожидании Годо). В 1970-х годах театр Мертеф («Подвал»), Фаргод.

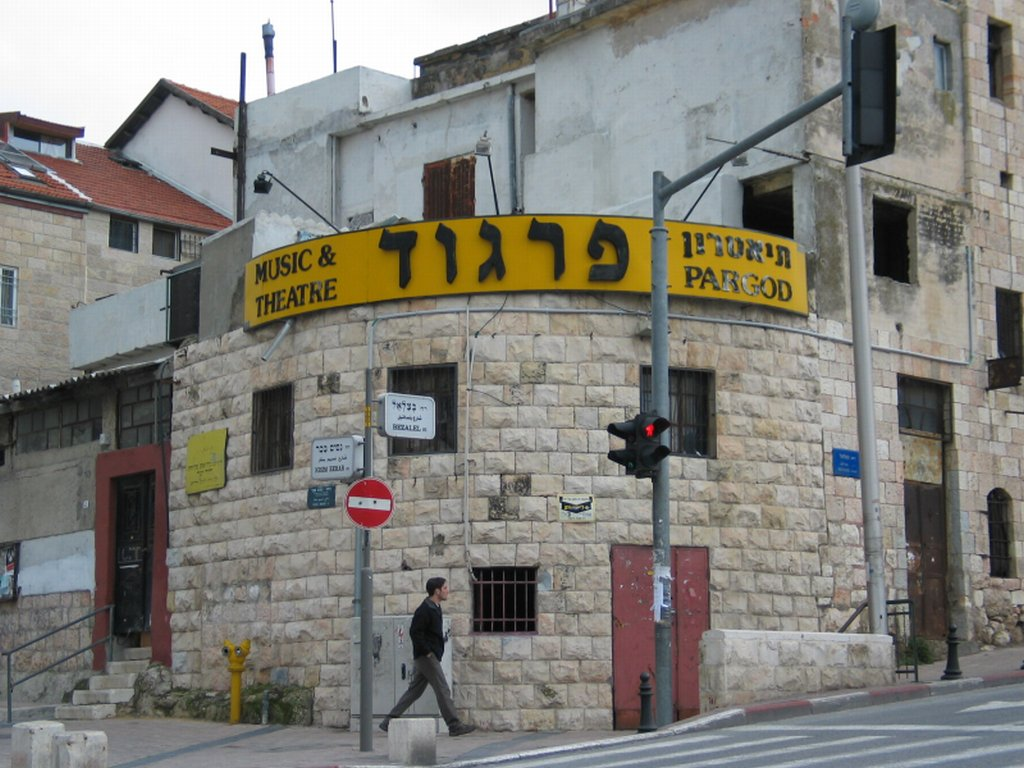
Театр «Фаргод» в районе Нахлаот в Иерусалиме

Современные театры- фриндж: "Хасимта « в Яффо и театр фринджа в Тель-Авиве, и другие. C 2005 фриндж-театрам вручается премия в нескольких номинациях Золотой ёж
В Акко в 1980 году был основан фестиваль альтернативного театра, а в Тель-Авиве в 1990 — фестиваль моноспектаклей Театронетто.

## Театр для детей и юношества
В 1946 году был основан театр Баматену („Наша сцена“), как отделение для студентов и молодежи театра Оэль. Им было воспитано целое поколение театральных деятелей, среди которых Гидеон Сингер, Одед Котлер, Йоси Гербер, Шушик Шани, Яаков Бен-Сира, Цви Борудо, Шимон Бар, Ниссим Азикри, Алекс Анский и другие.
В начале 1970-х годов, актрисой Орной Порат был основан один из самых успешных театров для детей Театр Орны Порат.
Культурное объединение Медиатека в Холоне, наряду с библиотекой, музеями, кинотеатрами, включает в себя театр для детей .
Кукольные театры
Кукольные театры в Израиле: Театр кукол Эрика Смита, Карон(„Телега“), Мафтеах („Ключ“)

## Театральная критика в Израиле
Список театральных критиков: — Дов Бар Малкин (Аль ха-мишмар, Ха-дор, Коль Исраэль); Эзра Зусман (газета Давар), Йорам Канюк (Давар); Хаим Гамзу (Гаарец), Боаз Эврон (Гаарец, Едиот ахронот); Хеда Бушес (Гаарец); Авраам Оз (Ла-мерхав, Коль Исраэль, Гаарец); Михаэль Хандельзальц (Ла-мерхав, Гаарец); Лия Порат (Ла-мерхав); Моше Натан (Ла-мерхав); Ашер Нахор (Едиот Ахронот); Нахман Бен-Ами (Аль ха-мишмар, Маарив); Эльяким Ярон (Ха-бокер, Маарив); Бен-Ами Фейнгольд (Ха-бокер, Ха-Цофе, Макор Ришон); Эмиль Фейерштейн (Ха-бокер).

## Список театров

### Репертуарные театры
- Габима, Тель-Авив
- Камери, Тель-Авив
- Бейт Лесин, Тель-Авив
- Гешер, Тель-Авив
- Хан[англ.], Иерусалим
- Национальный театр для детей и юношества[ивр.]
- Театр Беэр-Шевы[англ.]
- Хайфский театр
- Еврейский театр[ивр.]
- Инкубатор[ивр.], Иерусалим
- Аспакларйя[ивр.] („Зеркало“)
- Час Израиля[англ.]
- Сифрия[ивр.] („Библиотека“)
- Театр Орны Порат для детей и юношества[англ.]
- Нефеш[англ.] („Душа“)
- Гошен[ивр.]
- Театр Рамлы

### Малые театры, театральные коллективы и актёрские школы
- Маленький[англ.]
- Бейт Цви[англ.]
- Медиатека[англ.]
- Студия Йорама Левинштейна[англ.]
- Гудман — Школа актерского мастерства в Негеве[ивр.]
- Актерская студия Нисана Натива[ивр.]

### Фриндж
- Орт-Да[ивр.]
- Карон[ивр.]
- Театр поблизости[ивр.]
- Театр Тмуна[ивр.]
- Цавта[ивр.]
- Симта[ивр.] („Переулок“), Яффо
- Альфа[ивр.]
- Мертеф[ивр.] („Подвал“), Иерусалим
- Псик[ивр.] („Запятая“), Иерусалим
- Ноцар[ивр.], Бат-Ям
- Фриндж[ивр.], Беэр-Шева
- Муниципальный театр „Матара“ („Цель“), Ариэль.